# Hildebrand Troll
Hildebrand Troll (* 17. November 1922 in Augsburg; † 15. Februar 2011 in Olching) war ein deutscher Archivar.

## Leben
Er studierte von 1941 bis 1947 Geschichte und Philologie. Am 15. März 1948 wurde er mit der Dissertation Persönlichkeitsschilderungen in der historischen Literatur der Stauferzeit an der Universität München zum Dr. phil. promoviert. Anschließend trat er in den staatlichen bayerischen Archivdienst ein.
Troll leitete als Direktor das Staatsarchiv Augsburg (1969–1976; damals noch Sitz in Neuburg an der Donau), das Staatsarchiv München (1976–1980) und das Bayerische Hauptstaatsarchiv (1980–1987).

## Veröffentlichungen (Auswahl)
- Die Papstweissagung des heiligen Malachias. Ein Beitrag zur Lösung ihres Geheimnisses. EOS-Verlag, St. Ottilien 2002, ISBN 3-8306-7099-0.
- Kirche in Bayern. Verhältnis zu Herrschaft und Staat im Wandel der Jahrhunderte. Ausstellung des Bayerischen Hauptstaatsarchivs anlässlich des 88. Deutschen Katholikentages 1984 in München. 3. Juli – 19. August 1984  (= Ausstellungskataloge der staatlichen Archive Bayerns. Band 4). Degener, Neustadt an der Aisch 1984, ISBN 3-7686-9078-4.
- Aufstand gegen das Christentum. Die Französische Revolution und ihre geistigen Hintergründe. Priesterbruderschaft St. Pius X., Stuttgart 1989, OCLC 26967959.